# Andreas Mylius (Rechtswissenschaftler)
Andreas Mylius (* 12. April 1649 in Zschepplin; † 6. Juni 1702 in Leipzig) war ein deutscher Rechtswissenschaftler.

## Leben
Der Sohn des gleichnamigen Bürgermeisters von Zschepplin und Eilenburg (seit 1669) und dessen Frau Magaretha (geb. Gey aus Torgau) stammte aus einer Familie, die sich im 17. Jahrhundert als einflussreiches Bürgergeschlecht sowie als Gelehrtendynastie etabliert hatte. Er selbst hatte das Gymnasium in Torgau frequentiert, begann 1667 ein Studium an der Universität Wittenberg, wo er unter anderem bei Konrad Samuel Schurzfleisch Rhetorik erlernte und sich zunächst den philosophischen Wissenschaften widmete. Bald aber wandte er sich den juristischen Vorlesungen zu.
1669 wechselte er an die Universität Leipzig, wo er vor allem mit Georg Tobias Schwendendörffer in Kontakt kam. In Leipzig erwarb er sich am 24. Oktober 1678 mit der Abhandlung De contractu libellario das Lizentiat der Rechte und promovierte am 6. November 1679 zum Doktor der Rechte. 1680 übertrug man ihm die Professur der Rechte mit dem Titel de verborum significatione et de reg. Juris und wurde 1684 Professor der Instituten, welche Stelle er achtzehn Jahre bis zu seinem Tode ausübte. Zudem war er 1686 Universitätssyndikus gewesen, 1688 Assessor in der juristischen Fakultät und in den Wintersemestern 1683, 1695 Rektor der Alma Mater.
Aus seiner 1677 geschlossenen Ehe mit der Tochter eines Eilenburger Bürgermeisters Elisabeth Friderici, gingen fünf Kinder hervor. Der Sohn Andreas Friedrich Mylius (1683–1740) erlangte ebenfalls als Jurist Ansehen.

## Werke
Aus der Feder von Mylius stammen 40 Disputationen. Zudem ist er als Herausgeber verschiedener Traktate in Erscheinung getreten.
- Maruductio in universum jus
- Nucleus pandectarum 1691
- Nucleus proc. Judiciarri. 1792

## Weblink
- Druckschriften von und über Andreas Mylius im VD 17.

| Personendaten    | Personendaten                   |
| ---------------- | ------------------------------- |
| NAME             | Mylius, Andreas                 |
| KURZBESCHREIBUNG | deutscher Rechtswissenschaftler |
| GEBURTSDATUM     | 12. April 1649                  |
| GEBURTSORT       | Zschepplin                      |
| STERBEDATUM      | 6. Juni 1702                    |
| STERBEORT        | Leipzig                         |